# Jaunais laiks
Jaunais laiks (čes. Nový čas, Nová éra nebo Nový věk) byla lotyšská konzervativní politická strana. Založena byla v roce 2002, zakladatelem byl Einars Repše.
Při parlamentních volbách v roce 2002 strana získal 26 křesel a stala se součástí vládní koalice; její vůdce usedl do křesla premiéra. Při parlamentních volbách v roce 2006 získala strana 18 křesel v parlamentu a stala se nejsilnější opoziční stranou. Roku 2010 získala 12 mandátů v rámci volebního bloku Jednota.
Ve volbách do Evropského parlamentu v roce 2004 získala strana 2 mandáty (Valdis Dombrovskis a Aldis Kušķis); roku 2009 jeden mandát (Arturs Krišjānis Kariņš).
Roku 2011 se sloučila s dalšími dvěma stranami a vytvořila politickou stranu Jednota.